# بوهيانما الوسطى
بوهيانما الوسطى (بالفنلندية: Keski-Pohjanmaa) (بالسويدية: Mellersta Österbotten) إقليم فنلندي. يحده أقاليم بوهيانما و‌بوهيانما الشمالية، و‌فنلندا الوسطى، و‌بوهيانما الجنوبية.